# Flying Lotus
Flying Lotus (n. Steven Ellison) es un músico, rapero, cineasta y productor musical originario de Los Ángeles, California.  Es el sobrino nieto de la pianista de jazz Alice Coltrane, quien fuese esposa del saxofonista John Coltrane. Así mismo es primo del músico Ravi Coltrane. 
Flying Lotus ha publicado seis discos: 1983 (2006), Los Angeles (2008), Cosmogramma (2010), Until the Quiet Comes (2012),  You're Dead! (2014) y Flamagra (2019), los cuales han recibido buenas críticas. Ha hecho música para el segmento televisivo Adult Swim de Cartoon Network.

## Discografía
- 2006: 1983
- 2008: Los Angeles
- 2010: Cosmogramma
- 2012: Until the Quiet Comes
- 2014: You're Dead!
- 2019: Flamagra
- 2020: Flamagra (Instrumentals)
- 2021: Yasuke

## Banda sonora
- 2016 : LoveTrue de Alma Har’el
- 2016 : FUCKKKYOUUU por Eddie Alcazar
- 2017 : Kuso por Flying Lotus
- 2017 : Blade Runner Black Out 2022 de Shin'ichirō Watanabe
- 2018 : Perfect por Eddie Alcázar
- 2021 :  Yasuke